# Irapuã
Irapuã är en kommun i Brasilien.   Den ligger i delstaten São Paulo, i den södra delen av landet, 600 km söder om huvudstaden Brasília. Antalet invånare är 7 284. Arean är 258 kvadratkilometer.
Terrängen i Irapuã är platt.
Omgivningarna runt Irapuã är en mosaik av jordbruksmark och naturlig växtlighet. Runt Irapuã är det ganska glesbefolkat, med 39 invånare per kvadratkilometer.